# This Is What the Truth Feels Like
This Is What the Truth Feels Like là album phòng thu thứ ba của nữ ca sĩ người Mĩ Gwen Stefani. Nó được phát hành vào ngày 18 tháng 3 năm 2016 thông qua Interscope Records. Ban đầu, album dự kiến được phát hành vào tháng 12 năm 2014 với việc Stefani làm việc cùng với những nhà sản xuất âm nhạc danh tiếng và Benny Blanco giữ vai trò điều hành sản xuất. Tuy nhiên, sau khi những đĩa đơn phát hành trong năm 2014 của cô tỏ ra không hiệu quả trên bảng xếp hạng và việc cô bị mất ý tưởng trong sáng tác, Stefani cảm thấy không thật sự thoải mái để xây dựng một album và loại bỏ hẳn bản thu âm dang dở để xuất phát lại từ đầu.
Được truyền cảm hứng bởi việc kết thúc cuộc hôn nhân 13 năm và một mối tình mới, Stefani quay trở lại viết nhạc. Với sự hỗ trợ của các nhà sản xuất âm nhạc như J.R. Rotem, Mattman & Robin và Greg Kurstin cũng như các nhà soạn nhạc như Justin Tranter và Julia Michaels, Stefani sáng tác nên album chỉ trong vòng vài tháng. Miêu tả như một bản thu âm chia ly, cô tạo nên những bài hát với giai điêu châm biếm và hài hước một cách tâm tối, cùng với những bài hát mang hơi hướng chân thật, hân hoan và hạnh phúc. Về phần nhạc, This Is What the Truth Feels Like là một bản thu âm pop có chất liệu tương đồng với những album phòng thu trước của Stefani. Album bao gồm một màn hợp tác với rapper khách mời Fetty Wap.
Album nhìn chung nhận được những đánh giá tích cực từ những nhà phê bình, khen ngợi tính trung thực và bản chất dễ tổn thương của nó, cho rằng nó là album cá nhân nhất của Stefani. Tuy nhiên, một số tin rằng album được toan tính quá mức và không nắm được yếu tố cơ bản của một album chia ly khi thiếu đi sự tập trung một cách rõ ràng. Về mặt thương mại, album tương đối thành công và trở thành bản thu âm đầu tiên của Stefani đạt vị trí quán quân trên bảng xếp hạng Billboard 200; ở một số thị trường âm nhạc khác, nó hạ cánh trong top 40 trên các bảng xếp hạng. Để quảng bá album một cách rộng rãi hơn, Stefani bắt tay thực hiện chuyến lưu diễn This Is What the Truth Feels Like Tour cùng rapper Eve ở Bắc Mĩ.
Đĩa đơn mở đường chính thức của album, "Used to Love You", được phát hành vào ngày 20 tháng 10 năm 2015 với những phản hồi tích cực và đạt được thành công tương đối trên các bảng xếp hạng. Đĩa đơn thứ hai, "Make Me Like You", được phát hành vào ngày 12 tháng 2 năm 2015 với những phản ứng tương tự như đĩa đơn trước. Video âm nhạc của bài hát của trở thành video âm nhạc đầu tiên được quay trực tiếp trên truyền hình và được phát sóng trong thời gian quảng cáo của Lễ trao Giải Grammy Năm 2016. "Misery" ban đầu được phát hành như một đĩa đơn quảng bá và sau đó được ra mắt với vai trò đĩa đơn chính thức thứ ba từ album vào ngày 23 tháng 5 năm 2016.

## Bối cảnh
Sau khi sinh đứa con thứ ba vào ngày 28 tháng 2 năm 2014, Stefani xuất hiện trở lại trước công chúng tại Lễ hội Âm nhạc và Nghệ thuật Thung lũng Coachella vào ngày 12 tháng 4 năm 2014, trình diễn "Hollaback Girl" theo yêu cầu của nhà cộng tác và người bạn lâu năm Pharrell Williams, cũng là một trong những ngôi sao biểu diễn chính của lễ hội. Sau màn trình diễn, Williams gợi ý về một khả năng nữ ca sĩ sẽ tái xuất làng nhạc. Vào tháng 9 năm 2014, cô tiết lộ rằng mình đang sáng tác cho 2 bản thu âm: album solo thứ ba của cô và album thứ bảy của nhóm nhạc No Doubt. Cô trình bày với MTV News: "Vào thời điểm này tôi đang suy nghĩ về cả hai dự án, tôi có thể thực hiện cả 2. [...] Và nó sẽ là một khoảng thời gian tuyệt vời; quả thật nhiều cơ hội. Tối nay tôi sẽ vào phòng thu với Pharrell [Williams], Tôi sẽ tiếp tục sáng tác và chờ xem điều gì sẽ đến với mình. Tôi đã và đang thu âm một số thứ rồi." Trong cùng tháng, quản lí của Stefani, Irving Azoff xác nhận cô đang hoàn thành bản thu âm cùng Pharrell, cũng như là sẽ biểu diễn đĩa đơn mở đường của nó trực tiếp trên chương trình The Voice. Chủ tịch hãng Interscope Records John Janick cũng tiết lộ rằng Benny Blanco sẽ đảm nhiệm vai trò điều hành sản xuất cho album và nó được dự kiến sẽ phát hành vào tháng 12 năm 2014.
Vào ngày 20 tháng 10 năm 2014, Stefani phát hành "Baby Don't Lie", sản xuất bởi Blanco và Ryan Tedder như là đĩa đơn mở đường mang tính thăm dò của album. Bài hát gặp phải những đánh giá hỗn hợp của các nhà phê bình và chứng kiến thành công tương đối trên các bảng xếp hạng. Một bài hát mới mang tên "Spark the Fire", sản xuất bởi Pharrell Williams, được phát hành vào ngày 1 tháng 12 năm 2014. Cô tiết lộ với tạp chí Spin vào tháng 12 năm 2014 rằng cô đã làm việc với Calvin Harris, Charli XCX và Sia trong album, và khát vọng được hợp tác với Diplo và Chris Martin trong tương lai không xa. Một bài hát được Sia viết mang tên "Start a War" được Stefani biểu diễn trong một buổi hòa nhạc, tuy nhiên nó không bao giờ được chính thức phát hành. 2 bài hát do Charli XCX sáng tác mang tên "Hard 2 Love" và "Hell Yeah Baby" được đăng ký trên tổ chức BMI nhưng cũng chưa từng được ra mắt. Vào tháng 1 năm 2015, nữ ca sĩ tiết lộ rằng cô đã làm chậm lại quá trình thu âm của album vì cô cảm thấy rằng nó chưa thực sự hoàn thành. Vào tháng 5 năm 2015, rapper LunchMoney Lewis nói với Ryan Seacrest rằng anh đang làm việc với Stefani cho album.
Vào tháng 8, Stefani đệ đơn ly hôn chồng mình, Gavin Rossdale sau gần 13 năm chung sống. Vào tháng 10, Stefani tiết lộ với Entertainment Weekly rằng cô đã loại bỏ hẳn album đó và khởi động lại từ đầu, bởi vì "nó không còn đúng nữa. [...] tôi không thực sự hài lòng về nó. Bản thu âm mà tôi hợp tác với Benny được thực hiện như thế vì lúc đó tôi vừa mới sinh con và mới bắt đầu làm giám khảo trên The Voice nên tôi cảm thấy tôi cần phải khuấy động thị trường âm nhạc, nhưng phải làm gì mới được? Không có đủ thời gian cho tôi. Thế nên tôi cố làm một bản thu âm mà miễn là tôi là một phần trong đó-rất nhiều người chọn cách này đấy, nhưng nó không hợp với tôi." Cô sau đó nói với Zane Lowe răng ban đầu cô đã dự định giữ vai trò phụ trong việc sáng tác, nhưng sau đó cô cảm thấy nó không được hợp lý và tự mình viết nhạc. Cô cũng tiết lộ mình lại lần nữa được truyền cảm hứng và bắt đầu viết rất nhiều bài hát trong vòng một khoảng thời gian nhanh chóng. "Tôi nghĩ tôi có đủ bài hát cho tận 2 album. [...] Tôi phải viết thêm một vài bài nữa thôi vì tôi cảm thấy rằng tôi phải tiếp tục khi nguồn cảm hứng còn đó. [...] Tôi có 20 bài hát trong tay. Tôi có nguyên một bản thu âm chỉ trong vòng 8 tuần nhưng tôi vẫn muốn tiếp tục sáng tác." Stefani cũng cho biết cô đã làm việc với các nhạc sĩ như Justin Tranter, Julia Michaels, Greg Kurstin, thêm vào đó là bộ đôi sản xuất Mattman & Robin và đội ngũ sản xuất Stargate. Album được hoàn thành vào tháng 1 năm 2016. Stefani trò chuyện với Ellen DeGeneres trong lần xuất hiện trên chương trình của bà vào ngày 25 tháng 2 rằng ""bốn trong năm" bài hát" của album được viết vào tháng trước đó.

## Sáng tác và cảm hứng
Về chủ đề, Stefani coi album như một "bản thu âm về việc chia ly", tuyên bố rằng: "Tôi sẽ coi nó như một bản thu âm chia ly. [...] Nó làm tôi thêm tin tưởng vào Chúa và hành trình cuộc đời tôi. Định mệnh của tôi là phải trải qua những chuyện đau buồn này, sau đó viết nên những ca khúc này và giúp những người có cùng hoàn cảnh." Nữ ca sĩ nói với Ryan Seacrest rằng việc viết nên những bài hát cho album trong khi phải trải qua những rắc rối cá nhân trong việc chấm dứt cuộc hôn nhân giúp cho cô cảm giác như được hồi phục. Cô kể thêm: "Hãng đĩa của tôi kiểu như "Nghe này, chúng tôi hết sức lo rằng bản thu âm của cô quá cá nhân và sẽ không ai có thể liên hệ bản thân với nó đâu nên là cô hãy phát hành nó như một tác phẩm nghệ thuật—và cũng đừng nghĩ nó sẽ được phát trên sóng radio."" Cô miêu tả việc nghe lời bình luận này có cảm giác giống như là bị đấm thẳng vào giữa bụng.
Theo Stefani, những cảm xúc khác nhau mà cô đã trải qua trong những năm trước đó sẽ được phản ánh trong album. Những bài hát đầu tiên được viết cho album mang hơi hướng châm biếm và hài hước, trong khi đó những bài hát khác mang đậm tính "chân thật". Bài hát đầu tiên được viết cho album mang tên "You Don't Know Me", một bài hát cô quyết định giữ riêng cho mình, được sáng tác cùng với Rick Nowels. Theo nữ ca sĩ, nó là bài hát đã giúp "mở ra dòng cảm hứng dâng trào". Trong những bước đầu xây dựng album, cô cũng viết một bài hát với Linda Perry mang tên "Medicine Man" trong lúc bay tới show của ban nhạc No Doubt ở New Orleans. Một bài hát khác, "Red Flag", bài hát đầu tiên mà cô viết với J. R. Rotem, Justin Tranter và Julia Michaels. Cô miêu tả nó như một "tác phẩm nghệ thuật vì nó miêu tả rất chân thật những chuyện tôi phải trải qua trong thời gian đó". Họ cũng cùng làm việc trên một số bài hát, bao gồm "Naughty", "Misery" - những bài mà cô coi là tràn đầy niềm vui và "Make Me Like You", sản xuất bởi Mattman & Robin, bài hát mà cô cho là "rất tốt" khi bị bất ngờ bởi thành quả của nó.

## Phát hành
Trong các buổi phỏng vấn quảng bá cho "Used to Love You", Stefani xác nhận rằng album sẽ được phát hành trong năm 2016. Kể từ khi "Baby Don't Lie" và "Spark the Fire" ra mắt, album phòng thu tiếp theo của cô được liệt kê vào những danh sách như Top Những Album được mong đợi nhất trong cả hai năm 2015 và 2016 của nhiều tạp chí. Vào ngày 9 tháng 2 năm 2016, cô đăng danh sách bài hát của album lên tài khoản Twitter của mình với tiêu đề "This Is What the Truth Feels Like...", và sau đó đây cũng được xác nhận là tựa đề của album. Một ngày sau đó, ảnh bìa của album được phát hành cùng với tên của 4 bài hát tặng thêm khi mua album độc quyền tại hệ thống Target. Ngày phát hành của nó được xác định là vào 18 tháng 3 năm 2016.

## Danh sách bài hát
| Phiên bản chuẩn  | Phiên bản chuẩn                     | Phiên bản chuẩn                                                              | Phiên bản chuẩn                         | Phiên bản chuẩn |
| STT              | Nhan đề                             | Sáng tác                                                                     | Nhà sản xuất                            | Thời lượng      |
| ---------------- | ----------------------------------- | ---------------------------------------------------------------------------- | --------------------------------------- | --------------- |
| 1.               | "Misery"                            | Gwen Stefani Justin Tranter Julia Michaels Mattias Larsson Robin Fredriksson | Mattman & Robin                         | 3:26            |
| 2.               | "You're My Favorite"                | Stefani Tranter Michaels Greg Kurstin                                        | Kurstin                                 | 2:56            |
| 3.               | "Where Would I Be?"                 | Stefani Tranter Michaels Kurstin                                             | Kurstin                                 | 3:18            |
| 4.               | "Make Me Like You"                  | Stefani Tranter Michaels Larsson Fredriksson                                 | Mattman & Robin                         | 3:36            |
| 5.               | "Truth"                             | Stefani Tranter Michaels Larsson Fredriksson                                 | Mattman & Robin                         | 3:34            |
| 6.               | "Used to Love You"                  | Stefani Tranter Michaels J.R. Rotem Teal Douville                            | Rotem                                   | 3:47            |
| 7.               | "Send Me a Picture"                 | Stefani Tranter Michaels Kurstin                                             | Kurstin                                 | 3:35            |
| 8.               | "Red Flag"                          | Stefani Tranter Raja Kumari Rotem                                            | Rotem                                   | 3:20            |
| 9.               | "Asking 4 It" (featuring Fetty Wap) | Stefani Tranter Michaels Tor Hermansen Mikkel Eriksen Willie Maxwell II      | Stargate Tim Blacksmith [a] Danny D [a] | 3:30            |
| 10.              | "Naughty"                           | Stefani Tranter Kumari Rotem                                                 | Rotem                                   | 3:07            |
| 11.              | "Me Without You"                    | Stefani Tranter Michaels Rotem                                               | Rotem                                   | 3:33            |
| 12.              | "Rare"                              | Stefani Tranter Michaels Kurstin                                             | Kurstin                                 | 3:55            |
| Tổng thời lượng: | Tổng thời lượng:                    | Tổng thời lượng:                                                             | Tổng thời lượng:                        | 41:37           |

| Phiên bản chuẩn dành cho thị trường quốc tế | Phiên bản chuẩn dành cho thị trường quốc tế | Phiên bản chuẩn dành cho thị trường quốc tế | Phiên bản chuẩn dành cho thị trường quốc tế | Phiên bản chuẩn dành cho thị trường quốc tế |
| STT                                         | Nhan đề                                     | Sáng tác                                    | Nhà sản xuất                                | Thời lượng                                  |
| ------------------------------------------- | ------------------------------------------- | ------------------------------------------- | ------------------------------------------- | ------------------------------------------- |
| 13.                                         | "Loveable"                                  | Stefani Tranter Kumari Rotem                | Rotem                                       | 3:18                                        |
| Tổng thời lượng:                            | Tổng thời lượng:                            | Tổng thời lượng:                            | Tổng thời lượng:                            | 44:55                                       |

| Phiên bản sang trọng độc quyền tại Target | Phiên bản sang trọng độc quyền tại Target | Phiên bản sang trọng độc quyền tại Target | Phiên bản sang trọng độc quyền tại Target | Phiên bản sang trọng độc quyền tại Target |
| STT                                       | Nhan đề                                   | Sáng tác                                  | Nhà sản xuất                              | Thời lượng                                |
| ----------------------------------------- | ----------------------------------------- | ----------------------------------------- | ----------------------------------------- | ----------------------------------------- |
| 13.                                       | "Rocket Ship"                             | Stefani Tranter Michaels Rotem Douville   | Rotem Douville [b]                        | 3:08                                      |
| 14.                                       | "Getting Warmer"                          | Stefani Tranter Michaels Rotem Mike Green | Rotem Green [b]                           | 3:24                                      |
| 15.                                       | "Obsessed"                                | Stefani Tranter Kumari Rotem              | Rotem                                     | 3:36                                      |
| 16.                                       | "Splash"                                  | Stefani Tranter Kumari Rotem              | Rotem                                     | 3:50                                      |
| Tổng thời lượng:                          | Tổng thời lượng:                          | Tổng thời lượng:                          | Tổng thời lượng:                          | 55:35                                     |

| Phiên bản sang trọng dành cho thị trường quốc tế | Phiên bản sang trọng dành cho thị trường quốc tế | Phiên bản sang trọng dành cho thị trường quốc tế | Phiên bản sang trọng dành cho thị trường quốc tế | Phiên bản sang trọng dành cho thị trường quốc tế |
| STT                                              | Nhan đề                                          | Sáng tác                                         | Nhà sản xuất                                     | Thời lượng                                       |
| ------------------------------------------------ | ------------------------------------------------ | ------------------------------------------------ | ------------------------------------------------ | ------------------------------------------------ |
| 17.                                              | "Loveable"                                       | Stefani Tranter Kumari Rotem                     | Rotem                                            | 3:18                                             |
| Tổng thời lượng:                                 | Tổng thời lượng:                                 | Tổng thời lượng:                                 | Tổng thời lượng:                                 | 58:53                                            |

| Phiên bản sang trọng tại thị trường Nhật | Phiên bản sang trọng tại thị trường Nhật | Phiên bản sang trọng tại thị trường Nhật                           | Phiên bản sang trọng tại thị trường Nhật |
| STT                                      | Nhan đề                                  | Sáng tác                                                           | Thời lượng                               |
| ---------------------------------------- | ---------------------------------------- | ------------------------------------------------------------------ | ---------------------------------------- |
| 18.                                      | "War Paint"                              | Stefani Tranter Kumari Rotem Lovy Longomba Douville Ivan Corraliza | 3:49                                     |
| Tổng thời lượng:                         | Tổng thời lượng:                         | Tổng thời lượng:                                                   | 62:42                                    |

Ghi chú
- ^a  cho biết một nhà điều hành sản xuất
- ^b  cho biết một nhà đồng sản xuất

## Xếp hạng
| Bảng xếp hạng (2016)                           | Vị trí cao nhất |
| ---------------------------------------------- | --------------- |
| Album Úc (ARIA)                                | 6               |
| Album Áo (Ö3 Austria)                          | 38              |
| Album Bỉ (Ultratop Vlaanderen)                 | 32              |
| Album Bỉ (Ultratop Wallonie)                   | 21              |
| Album Canada (Billboard)                       | 3               |
| Album Cộng hòa Séc (ČNS IFPI)                  | 28              |
| Album Hà Lan (Album Top 100)                   | 49              |
| Album Pháp (SNEP)                              | 44              |
| Album Đức (Offizielle Top 100)                 | 40              |
| Greek Albums (IFPI)                            | 36              |
| Album Ireland (IRMA)                           | 17              |
| Album Ý (FIMI)                                 | 56              |
| Japanese Albums (Billboard)                    | 85              |
| Japanese Albums (Oricon)                       | 74              |
| Album New Zealand (RMNZ)                       | 15              |
| Album Na Uy (VG-lista)                         | 40              |
| Album Scotland (OCC)                           | 13              |
| South Korean Albums (Gaon)                     | 75              |
| Album Hàn Quốc Quốc tế (Circle)                | 28              |
| Album Hàn Quốc Quốc tế (Circle) Deluxe edition | 15              |
| Album Tây Ban Nha (PROMUSICAE)                 | 42              |
| Album Thụy Sĩ (Schweizer Hitparade)            | 10              |
| Album Anh Quốc (OCC)                           | 14              |
| Album Hoa Kỳ Billboard 200                     | 1               |

| Bảng xếp hạng (2016) | Vị trí |
| -------------------- | ------ |
| US Billboard 200     | 150    |